# Питомник (Омская область)
Пито́мник — посёлок в Марьяновском районе Омской области России, в составе Москаленского сельского поселения.
Население — 53 (2010)

## Физико-географическая характеристика
Посёлок Питомник находится в лесостепи в пределах Ишимской равнины, являющейся частью Западно-Сибирской равнины. В окрестностях берёзовые и осиново-берёзовые колки. Почвы — чернозёмы языковатые обыкновенные. Высота над уровнем моря — 116 метров.
По автомобильным дорогам расстояние до областного центра города Омск составляет 110 км, до районного центра посёлка Марьяновка — 58 км, до административного центра сельского поселения посёлка Москаленский — 26 км..

## История
Основан как посёлок при Ясно-Полянском лесопитомнике. Лесопитомник был организован до революции 1917 года. Лес принадлежал кабинету Его Императорского Величества. В годы Первой мировой войны в лесопитомник работали пленные австрийцы. В начале XX века письмоводителем в питомник устроился Алексей Яковлевич Казеко. С 1920 года А. Я. Казеко работает управляющим лесоотдела. А.Я Казеко был заложен плодово-ягодный сад. В настоящее время питомник признан ботаническим памятником природы.
В 60-е годы питомник стал отделением совхоза «Москаленский».

## Население
| 2010 |
| ---- |
| 53   |